# Grant Holt
Grant Holt (ur. 12 kwietnia 1981) – angielski piłkarz grający na pozycji napastnika.
Holt rozegrał prawie 100 ligowych spotkań w Nottingham Forest. W 2008 roku podpisał kontrakt ze Shrewsbury Town, gdzie został najlepszym strzelcem klubu. W 2009 roku podpisał kontrakt z Norwich City. W sezonie 2009/10 został wybrany piłkarzem roku po tym, jak trafił 30 goli w 44 spotkaniach League One. W sezonie 2010/11 kontynuował dobrą grę, trafił 21 goli w 45 spotkaniach Championship. Po awansie do Premier League trafił 15 goli w 35 meczach. 8 lipca 2013 roku podpisał kontrakt z Wigan Athletic.